# Bernd Bauchspieß
Bernd Bauchspieß (Zeitz, 10 ottobre 1939 – Zeitz, 22 ottobre 2024) è stato un calciatore tedesco orientale, dal 1990 tedesco, di ruolo attaccante.

## Carriera
Fu capocannoniere del campionato tedesco orientale nel 1959, nel 1960 e nel 1965. Con la sua Nazionale prese parte alle Olimpiadi del 1964, vincendovi la medaglia di bronzo.

## Palmarès

### Club

#### Competizioni nazionali
- Campionato tedesco orientale: 1

Chemie Lipsia: 1963-1964
- Coppa della Germania Est: 1

Chemie Lipsia: 1965-1966

### Nazionale
- Bronzo olimpico: 1

Tokyo 1964